# Нік Фрост
Ніколас Джон Фрост (англ. Nicholas John Frost; нар. 28 березня 1972, Лондон, Велика Британія) — британський актор, комедіант, сценарист, продюсер. Відомий по трилогії «Три смаки «Cornetto» до якої входять фільми «Зомбі на ім’я Шон» (2004), «Круті фараони» (2007), «Кінець світу» (2013). Режисером трилогії був Едгар Райт, а Саймон Пегг та Нік Фрост виконали головні ролі. Також разом з Пеггом, Фрост знявся у двох сезонах комедійного телесеріалу «Закумарені» (1999, 2001), а в фільмі «Прибулець Павло» (2011) окрім головної ролі виступив співсценаристом.   

## Біографія

### Ранні роки життя
Фрост народився у Лондоні в східному окрузі Дагенем. Його батько Джон Фрост і мати Тріша були дизайнерами та займались сімейним бізнесом з облаштування офісів. Коли Ніку було 10 років, від астми померла його старша сестра, на той час їй було 18. Фрост відвідував середню загальноосвітню школу (Beal High School) в районі Ілфорд округа Редбрідж. Коли Ніку виповнилось 15 років бізнес його батьків збанкрутів і їхня сім’я втратила родинний будинок. Сім’я Ніка змушена була виїхати з будинку і підселитися до своїх сусідів, які запропонували тимчасовий притулок. Після цього, мати Ніка, не витримуючи стреса, почала пиячити та отримала інсульт (пізніше, внаслідок алкоголізму, вона померла у 2005 році). Щоб допомогти родині, Нік закинув навчання у школі і пішов працювати на судноплавну компанію. В результаті більше ніж рік перебував в одному з кібуців в Ізраїлі. Згодом повернувся до Лондона, де влаштувався працювати офіціантом у мексиканському ресторані. Там він познайомився з актором Саймоном Пеггом, який став його найкращим другом. Разом з Пеггом вони почали винаймати житло та стали співмешканцями. Саймон Пегг та Джессіка Гайнс прописали для Фроста роль та долучили його до комедійного телесеріалу «Закумарені», частина епізодів з якого була побудована на історіях з тодішнього життя Ніка і Саймона. З цього і розпочався акторський шлях Ніка Фроста.

### Акторська кар'єра
Нік Фрост, майже не мав досвіду «роботи в кадрі», коли отримав роль у телесеріалі «Закумарені» (1999, 2001), до цього він знявся лише в невеличкій епізодичній ролі у скетч-шоу «Великий потяг» (Big Train) та в декількох рекламних матеріалах, один з яких був пов’язаний з торговельною мережею Dixons Retail. Саме з телесеріалу «Закумарені», який виходив на телеканалі Channel 4, почалась співпраця Ніка Фроста з його другом Саймоном Пеггом та з режисером Едгаром Райтом. Телесеріал налічував 2 сезони та складався з 14 епізодів. Він отримав номінації премії БАФТА у телебаченні у 2000 та 2002 році у категорії «Найкращий ситком».             
Після цього у 2001 році Фрост знявся у одному епізоді скетч-шоу Вікторії Вудс «Антикварна крамниця» (Acorn Antiques), де зіграв озброєного грабіжника. У 2002 Фрост розробив сценарій до телешоу «Небезпека! 50,000 вольт!» (Danger! 50,000 Volts!) та знявся в кількох епізодах як ведучий. Комедійне шоу висвітлювало проблеми виживання під час нашестя зомбі. В 2004 році відбувається дебют Ніка Фроста на широкому екрані. Разом з Саймоном Пеггом він знімається у романтичній зомбо комедії «Зомбі на ім’я Шон», сценарій до якого написали Саймон Пегг і Едгар Райт, також Райт став режисером. Цей фільм став першою частиною трилогії «Три смаки «Cornetto». Наступного року Нік знімається в скетч-шоу «Чоловік та Жінка» (Man Stroke Woman), 12 епізодів якого транслювались телеканалом BBC Three у 2005-2007 роках. А також в скетч-шоу «Гіпердрайв» (Hyperdrive), 12 епізодів вийшли на телеканалі BBC Two у 2006-2007. Також в цей проміжок часу Фрост продовжує зніматись у кінофільмах «Чумові шузи» (2005), «Пенелопа» (2006). У 2007 виходить друга стрічка трилогії «Три смаки «Cornetto», «Круті фараони» де знов воз’єдналось тріо Райт-Пегг-Фрост, цього разу сюжет фільма розгортався навколо поліцейської історії в жанрі чорної комедії. У 2008 знявся в епізодичній ролі у фільмі «Дике дитя» (Wild Child). У 2009 приєднався до акторського складу стрічки «Рок-хвиля». У 2011 в фільмі «Прибулець Павло» окрім головної ролі виступив спів-сценаристом разом з Саймоном Пеггом, описавши пригоди прибульця втікача. 2013 виходить заключна частина трилогії «Три смаки «Cornetto», «Кінець світу». Наступного 2014 року знявся у головній ролі у романтичній комедії «Танцюй звідси!» (Cuban Fury). У 2016 році приєднався до акторського ансамблю телесеріала «У пустелі смерті» у 2 та 3 сезоні, де зіграв у 24 епізодах. У 2020 повернувся до співпраці з Саймоном Пеггом, разом з яким був сценаристом та знявся в головних ролях телесеріалу «Шукачі правди» (Truth Seekers), але після першого сезону шоу скасували та зняли з етеру.

### Особисте життя
Одружився у 2008 році. У 2011 його дружина Крістіна народила сина. З 2013 подружжя стало жити окремо. У 2015 пара офіційно розлучилась.
Разом зі своїм другом Саймоном Пеггом знявся більше ніж у 6 стрічках та телесеріалах. В інтерв’ю 2005 року, розповів що раніше був католиком, а тепер став атеїстом. Фрост вболіває за Вест Гем Юнайтед, а також за збірну Уельсу з футболу. В молоді роки грав в регбі за команду округа Баркінг (Barking RFC). В жовтні 2015, випустив мемуари (Truths, Half Truths & Little White Lies) в яких детально розповів про своє життя до 30 років.

## Фільмографія
| Рік       |   | Українська назва                             | Оригінальна назва                                   | Роль                        |
| --------- | - | -------------------------------------------- | --------------------------------------------------- | --------------------------- |
| 1998      | с | Великий потяг                                | Big Train                                           | інженер                     |
| 1999—2001 | с | Закумарені                                   | Spaced                                              | Майк Ватт                   |
| 2000—2004 | с | Книгарня Блека                               | Black Books                                         | охоронець                   |
| 2001      | с | Антикварна крамниця                          | Acorn Antiques                                      | грабіжник                   |
| 2002      | с | Небезпека! 50,000 вольт!                     | Danger! 50,000 Volts!                               | ведучий                     |
| 2003      | с | Небезпека! Нас атакують!                     | Danger! Incoming Attack!                            | ведучий                     |
| 2004      | ф | Зомбі на ім'я Шон                            | Shaun of the Dead                                   | Ед                          |
| 2005      | ф | Чумові шузи                                  | Kinky Boots                                         | Дон                         |
| 2005      | с | Схиблені історії                             | Twisted Tales                                       | Кіт                         |
| 2005      | с | Озирнись навколо                             | Look Around You                                     | печерна людина              |
| 2005      | с | Людина-Рослина                               | Spider-Plant Man                                    | вчений                      |
| 2005—2007 | с | Чоловік та Жінка                             | Man Stroke Woman                                    | різноманітні ролі           |
| 2005—2008 | с | Супер няня                                   | Supernanny                                          | (озвучка, оповідач)         |
| 2006      | ф | Пенелопа                                     | Penelope                                            | Макс Кемпіон                |
| 2006      | с | Зелене крило                                 | Green Wing                                          | чоловік                     |
| 2006—2007 | с | Гіпердрайв                                   | Hyperdrive                                          | командир Гендерсон          |
| 2007      | ф | Грайндхауз                                   | Grindhouse                                          | пожирач дітей               |
| 2007      | ф | Круті фараони                                | Hot Fuzz                                            | Денні Батермен              |
| 2008      | ф | Дике дитя                                    | Wild Child                                          | містер Крістофер            |
| 2009      | ф | Рок-хвиля                                    | The Boat That Rocked                                | Дейв                        |
| 2010      | с | Гроші                                        | Money                                               | Джон Селф                   |
| 2011      | ф | Прибулець Павло                              | Paul                                                | Клайв Голлінгс              |
| 2011      | ф | Чужі на районі                               | Attack the Block                                    | Рон                         |
| 2011      | ф | Пригоди Тінтіна: Таємниця «Єдинорога»        | The Adventures of Tintin: The Secret of the Unicorn | (озвучка, інспектор)        |
| 2011      | с | Фінеас і Ферб                                | Phineas and Ferb                                    | (озвучка, капітан Косоокий) |
| 2012      | ф | Білосніжка та мисливець                      | Snow White and the Huntsman                         | Ніон                        |
| 2012      | ф | Льодовиковий період 4: Континентальний дрейф | Ice Age: Continental Drift                          | (озвучка, Флінн)            |
| 2013      | ф | Кінець світу                                 | The World's End                                     | Енді Найтлі                 |
| 2014      | ф | Танцюй звідси!                               | Cuban Fury                                          | Брюс Гарретт                |
| 2014      | ф | Сімейка монстрів                             | The Boxtrolls                                       | (озвучка, містер Траут)     |
| 2014      | с | Містер Слоун                                 | Mr. Sloane                                          | Джеремі Слоун               |
| 2014      | с | Школа для хлопців Містера Дрю                | Mr. Drew's School for Boys                          | (озвучка, оповідач)         |
| 2014      | с | Тверезий супутник                            | Sober Companion                                     | Роберт                      |
| 2014      | с | Фінеас і Ферб                                | Phineas and Ferb                                    | (озвучка, Ед)               |
| 2014      | с | Доктор Хто                                   | Doctor Who                                          | Санта-Клаус                 |
| 2015      | ф | Неочікуваний бізнес                          | Unfinished Business                                 | Біл Вілмслі                 |
| 2015      | ф | Сиренія                                      | Syrenia                                             | доктор Веллес               |
| 2016      | ф | Мисливець і Снігова королева                 | The Huntsman: Winter's War                          | Ніон                        |
| 2016      | ф | Астерікс: Оселі богів                        | Asterix: The Mansions of the Gods                   | (озвучка, Обелікс)          |
| 2016      | с | Галавант                                     | Galavant                                            | Андре                       |
| 2017      | ф | Ми – монстри                                 | Monster Family                                      | (озвучка, Френк Вішбон)     |
| 2017—2018 | с | Хвора примітка                               | Sick Note                                           | доктор Ян Гленніс           |
| 2017—2019 | с | У пустелі смерті                             | Into the Badlands                                   | Бейджі                      |
| 2018      | ф | Розкрадачка гробниць: Лара Крофт             | Tomb Raider                                         | Макс                        |
| 2018      | ф | Фестиваль                                    | The Festival                                        | Ріккі                       |
| 2018      | ф | Правила бійні                                | Slaughterhouse Rulez                                | Вуді                        |
| 2018—2019 | с | Тріо: Історії Аркадії                        | 3Below: Tales of Arcadia                            | (озвучка, Стюарт)           |
| 2019      | ф | Боротьба з моєю родиною                      | Fighting with My Family                             | Ріккі Найт                  |
| 2019      | ф | Зоряний пес і турбо кіт                      | StarDog and TurboCat                                | (озвучка, Бадді)            |
| 2019      | ф | Жахливі історії: Загниваючі римляни          | Horrible Histories: The Movie – Rotten Romans       | Аргус                       |
| 2020      | с | Шукачі правди                                | Truth Seekers                                       | Гас                         |
| 2021      | ф | Скубі-Ду! Меч та Скуб!                       | Scooby-Doo! The Sword and the Scoob!                | Мерлін                      |
| 2021      | с | Чому жінки вбивають                          | Why Women Kill                                      | Бертрам                     |
| 2021      | с | Небувалі                                     | The Nevers                                          | Деклан Оррун                |
| 2025      | ф | Як приборкати дракона                        | How to Train Your Dragon                            | Патяк                       |
| ????      | ф | Капітан Пагвош                               | Captain Pugwash                                     | Гораціо Пагвош              |